# Elencos do torneio de futebol dos Jogos Olímpicos de Verão de 1948
Abaixo estão os elencos das seleções que participaram do torneio de futebol dos Jogos Olímpicos de Verão de 1948.

## Afeganistão
Técnico:
Goleiros *
- Abdul Ghafoor Assar

Zagueiros *
- Mohamed Ibrahim Gharzai
- Mohamed Sarwar Yusufzai

Meio-campistas *
- Abdul Shakur Azimi
- Yar Mohamed Barakzai
- Abdul Ahat Kharot

Atacantes *
- Anwal Afzal
- Ghani Abdul Assar
- Mohamed Anwar Kharot
- Abdul Amit Tajik
- A. G. Yusufzai
- * as posições em qual jogavam os atletas referidos apenas como A. W. Aitimadi,M. M. Azami,A. S. Mohamedzai,M. U. Sadat e M. I. Tokhi são desconhecidas.também não há informação adicional sobre o resto do elenco.

## Áustria
Técnico:Eduard Frühwirth
Goleiros
- Bruno Engelmeier:Clube - First Vienna FC.Idade - 20 anos (5 de setembro de 1927)
- Josef Musil:Clube - SK Rapid Wien.Idade - 27 anos (7 de agosto de 1920)
- Franz Pelikan:Clube - SC Wacker Wien.Idade - 22 anos (6 de novembro de 1925)

Zagueiros
- Gustav Gerhart:Clube - SK Admira Wien.Idade - 26 anos (4 de fevereiro de 1922)
- Ernst Happel:Clube - SK Rapid Wien.Idade - 22 anos (29 de novembro de 1925)
- Karl Kowanz:Clube - SK Admira Wien.Idade - 22 anos (15 de abril de 1926)
- Ernst Ocwirk:Clube - FK Austria Wien.Idade - 22 anos (7 de março de 1926)

Meio-campistas
- Theodor Brinek:Clube - SC Wacker Wien.Idade - 27 anos (9 de maio de 1921)
- Karl Decker:Clube - First Vienna FC.Idade - 26 anos (5 de setembro de 1921)
- Leopold Gernhardt:Clube - SK Rapid Wien.Idade - 28 anos (16 de março de 1920)
- Siegfried Joksch:Clube - FK Austria Wien.Idade - 31 anos (4 de julho de 1917)
- Leopold Mikolasch:Clube - FK Austria Wien.Idade - 27 anos (17 de outubro de 1920)

Atacantes
- Ludwig Durek:Clube - SK Sturm Graz.Idade - 27 anos (27 de janeiro de 1921)
- Josef Epp:Clube - Wiener Sportclub.Idade - 28 anos (1 de março de 1920)
- Erich Habitzl:Clube - SK Admira Wien.Idade - 24 anos (9 de outubro de 1923)
- Wilhelm Hahnemann:Clube - SC Wacker Wien.Idade - 34 anos (14 de abril de 1914)
- Alfred Körner:Clube - SK Rapid Wien.Idade - 22 anos (14 de fevereiro de 1926)
- Ernst Melchior:Clube - FK Austria Wien.Idade - 28 anos (26 de junho de 1920)
- Ernst Stojaspal:Clube - FK Austria Wien.Idade - 23 anos (14 de janeiro de 1925)
- Josef Stroh:Clube - FK Austria Wien.Idade - 35 anos (5 de março de 1913)
- Theodor Wagner:Clube - SC Wacker Wien.Idade - 20 anos (6 de agosto de 1927)

## República da China
Técnico:Lee Wai Tong
Goleiros *
- Chang Pang Rum

Zagueiros *
- Hau Yung Sang
- Nien Sze Shing

Meio-campistas *
- Chau Man Chi
- Lau Chung Sang
- Sung Ling Sing

Atacantes *
- Chang King Hai
- Chia Boon Leong
- Chu Wing Keong
- Ho Ying Fun
- Li Tai Fai
- as posições em que atuavam os jogadores Chu Chi Shing,Fung King Cheoong,Kao Pao Chang,Kwok Ying Kee,Lsi Shiu Wing,Tze Kam Hung e Yip Ching Wing são desconhecidas.também não há informação adicional sobre os outros jogadores.

## Coreia do Sul
Técnico:Lee-Young Min
Goleiros *
- Cha Song-Chong
- Hong Duk-Yung.Idade - 27 anos (5 de maio de 1921)

Zagueiros *
- Min Byung-Dae.Idade - 30 anos (20 de fevereiro de 1918)
- Pak Dai-Chong
- Pay Kyoo-Chung

Meio-campistas *
- Chung Nam-Sik.Idade - 31 anos (16 de fevereiro de 1917)
- Kim Kyu-Hwan.Idade - 27 anos (16 de julho de 1921)
- Choi Song-Gon

Atacantes *
- Bai Chon-Go
- Chung Kook-Chin.Idade - 31 anos (2 de janeiro de 1917)
- Woo Zung-Whan
- Kim Yong-Sik.Idade - 38 anos (25 de julho de 1910)
- Lee Yoo-Hyung.Idade - 37 anos (21 de janeiro de 1911)
- * as posições em que jogavam os atletas An Jong-So,Lee See-Dong e Oh Kyung-Whan são desconhecidas.

## Dinamarca
Técnico: Reg Mountford
Goleiros
- Ove Jensen:Clube - Boldklubben af 93
- Eigil Nielsen:Clube - Kjøbenhavns Boldkulb.Idade - 29 anos (15 de setembro de 1918)

Zagueiros
- Knud Bastrup-Birk:Clube - Akademsik Boldklub.Idade - 28 anos (12 de dezembro de 1919)
- Hans Colberg:Clube - BK Frem.Idade - 26 anos (14 de dezembro de 1921)
- Edvin Hansen:Clube - Køge BK.Idade - 28 anos (21 de janeiro de 1920)
- Per Knudsen:Clube - Aarhus GF.Idade - 22 anos (2 de junho de 1925)
- Poul Petersen:Clube - Akademisk Boldklub.Idade - 27 anos (11 de abril de 1921)

Meio-campistas
- Ivan Jensen:Clube - Akademisk Boldklub.Idade - 25 anos (10 de novembro de 1922)
- Viggo Jensen:Clube - Esbjerg fB.Idade - 27 anos (29 de março de 1921)
- Knud Børge Overgaard:Clube - B 93.Idade - 30 anos (21 de março de 1918)
- Axel Pilmark:Clube - Kjøbenhavns Boldkulb.Idade - 22 anos (23 de novembro de 1925)
- Dion Ørnvold:Clube - Kjøbenhavns Boldkulb.Idade - 26 anos (17 de outubro de 1921)

Atacantes
- John Hansen:Clube - BK Frem.Idade - 24 anos (24 de junho de 1924)
- Jørgen W. Hansen:Clube - Kjøbenhavns Boldkulb.Idade - 22 anos (15 de setembro de 1925)
- Karl Aage Hansen:Clube - Akademisk Boldklub.Idade - 27 anos (14 de maio de 1920)
- Erik Kuld Jensen:Clube - Aarhus GF.Idade - 23 anos (10 de junho de 1925)
- Knud Lundberg:Clube - Akademisk Boldklub.Idade - 28 anos (14 de maio de 1920)
- Johannes Pløger:Clube - BK Frem.Idade - 26 anos (3 de abril de 1922)
- Carl Aage Præst:Clube - Østerbros Boldklub.Idade - 26 anos (26 de fevereiro de 1922)
- Holger Seebach:Clube - Akademisk Boldklub.Idade - 25 anos (17 de março de 1922)
- Erling Sørensen:Clube - BK Frem.Idade - 28 anos (29 de março de 1920)
- Jørgen Leschly Sørensen:Clube - Odense Boldklub.Idade - 25 anos (24 de setembro de 1922)

## Egito
Técnico: Eric Keen
Goleiros *
- Kamal Hamed
- Yehia Imam

Zagueiros *
- Abdel Aziz Hammami
- Fouad Ahmed Sedki

Meio-campistas *
- Mohamed Abu Habaga
- Hanafy Bastan:Clube - Zamalek.Idade - 24 anos (6 de dezembro de 1923)
- Helma Maati

Atacantes *
- El-Sayed El-Dhizui:Clube - El-Masry.Idade - 21 anos (14 de setembro de 1926)
- El-Din El-Guindy
- Ahmed Nabih El-Mekkawi
- Hussein Madkour
- Abdel Karim Sakr:Clube - Al-Ahly.Idade - 29 ou 30 anos (1918)
- * as posições em que jogavam os atletas Mohamed Deyab,Kamal El-Sabbagh,Mohamed Ali El-Zamek,Mahmoud Hafez,Mahmoud Hamdi,Galal Keraitem,Mohamed Ahmed Mekhimar,Ali Osman,Mohamed Sheta e Yosri Ahmed Soliman são desconheicdas.também não há informação adicional sobre eles e a maioria dos outros atletas.

## Estados Unidos
Técnico:Walter Giesler
Goleiros
- Archie Strimel:Clube - Pittsburgh Curry Vets.Idade - 30 anos (30 de junho de 1918)

Zagueiros
- Robert Annis:Clube - St. Louis Simpkins-Ford.Idade - 19 anos (5 de setembro de 1928)
- Manuel Martin:Clube - Ponta Delgada S.C..Idade - 30 anos (29 de dezembro de 1917)

Meio-campistas
- Walter Bahr:Clube - Philadelphia Nationals.Idade - 21 anos (1 de abril de 1927)
- Charles Colombo:Clube - St. Louis Simpkins-Ford.Idade - 28 anos (20 de julho de 1920)
- Joseph Rego-Costa:Clube - Ponta Delgada S.C..Idade - 29 anos (3 de julho de 1919)
- Joe Ferreira:Clube - Ponta Delgada S.C..Idade - 31 anos (15 de dezembro de 1916)

Atacantes
- Raymond Beckman:Clube - DeAndreis.Idade - 23 anos (30 de junho de 1925)
- Bill Bertani:Clube - St. Louis Raiders.Idade - 28 anos (8 de setembro de 1919)
- Steve Grivnow:Clube - Pittsburgh Curry Vets
- Benny McLaughlin:Clube - Philadelphia Nationals.Idade - 20 anos (10 de abril de 1928)
- Gino Pariani:Clube - St. Louis Simpkins-Ford.Idade - 20 anos (21 de fevereiro de 1928)
- Ed Souza:Clube - Ponta Delgada S.C..Idade - 26 anos (22 de setembro de 1921)
- John Souza:Clube - Ponta Delgada S.C..Idade - 28 anos (11 de julho de 1920)
- Rolf Valtin:Clube - Swarthmore

## França
Técnico:
Goleiros *
- Guy Rouxel:Clube - Stade Rennais.Idade - 22 anos (24 de janeiro de 1926)
- Lucien Schaeffer:Clube - RC Strasbourg.Idade - 20 anos (6 de junho de 1928)

Zagueiros *
- Lazare Gianessi:Clube - Olympique Saint-Quentin.Idade - 22 anos (9 de novembro de 1925)
- Bernard Bienvenu
- Christian Rouellé

Meio-campistas *
- Raymond Krug:Clube - RC Strasbourg.Idade - 22 ou 23 anos (1925)
- François Mercurio:Clube - Olympique Littoral.Idade - 18 anos (19 de janeiro de 1930)
- René Persillon:Clube - FC Girondins de Bordeaux.Idade - 29 anos (16 de junho de 1919)
- Guy Rabstejnek:Clube - Stade Rennais.Idade - 23 anos (7 de agosto de 1924)
- Gabriel Robert:Clube - Hyères FC.Idade - 28 anos (5 de março de 1920)

Atacantes *
- Joseph Heckel:Clube - RC Strasbourg.Idade - 25 ou 26 anos (1922)
- Jean Lanfranchi:Clube - Cazères.Idade - 25 anos (20 de março de 1923)
- Marcel Lanfranchi:Clube - Cazères.Idade - 26 ou 27 anos (1921)
- Jean Paluch:Clube - Stade de Reims.Idade - 24 anos (23 de dezembro de 1923)
- André Strappe:Clube - ES Bully.Idade - 20 anos (23 de fevereiro de 1928)
- * as posições em que jogavam René Courbin,René Hebinger,Marius Colau e os atletas referidos apenas como R. Bottini,G Ducousso e H Hamoutene são desconhecidas.

## Grã-Bretanha
Técnico:Matt Busby
Goleiros *
- Kevin McAlinden:Clube - Belfast Celtic F.C.
- Ronnie Simpson:Clube - Queen's Park F.C..Idade - 17 anos (11 de outubro de 1930)

Zagueiros *
- Andrew Carmichael
- Eric Lee:Clube - Chester City F.C..Idade  25 anos (18 de outubro de 1922)
- David Letham:Clube - Queen's Park F.C..Idade - 24 ou 25 anos (1923)
- George Manning:Clube - Troedyrhiw F.C.
- Charles Neale:Clube - Walton & Hersham F.C.
- James McColl

Meio-campistas *
- Bill Amor:Clube - Reading F.C..Idade - 28 anos (6 de novembro de 1919)
- John Boyd:Clube - Queen's Park F.C..Idade - 21 anos (10 de setembro de 1926)
- Eric Fright:Clube - Bromley F.C.
- Douglas McBain:Clube - Queen's Park F.C..Idade - 23 anos (22 de setembro de 1924)

Atacantes *
- Andy Aitken:Clube - Queen's Park F.C..Idade - 28 anos (15 de outubro de 1919)
- Frank Donovan:Clube - Pembroke Borough F.C..Idade - 29 anos (21 de fevereiro de 1919)
- Bob Hardisty:Clube - Darlington F.C.
- Thomas Hopper:Clube - Bromley F.C.
- Denis Kelleher
- Peter Kippax.Idade - 26 anos (17 de julho de 1922)
- Harold McIlvenny:Clube - Yorkshire Amateur F.C..Idade - 25 anos (5 de outubro de 1922)
- Jack Rawlings:Clube - Enfield F.C..Idade - 25 anos (18 de junho de 1923)
- * as posições em que jogavam os atletas referidos apenas como A Hopper,R Phipps e J Smith são desconhecidas.

## Índia
Técnico:Balaidas Chatterjee
Goleiros
- Sanjeeva Uchil:Clube - ICL Bengal
- K. V. Varadaraj:Clube - Mysore

Zagueiros
- Talimeran Ao:Clube - Mohun Bagan AC.Idade - 28 ou 29 anos (1919)
- A. S. Basheer:Clube - Mysore
- Papen:Clube - ICL Bengal
- Saliendra Manna:Clube - Mohun Bagan AC.Idade - 23 anos (20 de setembro de 1924)
- Taj Mohammed:Clube - East Bengal

Meio-campistas
- Mahabir Prasad:East Bengal
- Anil Nandy:Clube - Eastern Railway SC.Idade - 14 ou 15 anos (1933)
- B. N. Vajravelu:Clube - Mysore
- S. M. Kaiser:Clube - East Bengal

Atacantes
- K. P. Dhanraj:Clube - Mysore
- Robi Das:Clube - Bhawanipore Club
- Ahmed Mohamed Khan:Clube - Mysore.Idade - 21 ou 22 anos (1926)
- Sahu Mewalal:Clube - East Bengal.Idade - 21 anos (1 de julho de 1926)
- Shantosh Nandy:Clube - Eastern Railway SC
- Balaram Parab Ramachandra:Clube - ICL Bengal.Idade - 22 ou 23 anos (1925)
- Sarangapani Raman:Clube - Mysore

## Irlanda
Técnico:
Goleiros *
- Denis Lawler

Zagueiros *
- Frank Glennon:Clube - Shamrock Rovers
- William Richardson:Clube - Bohemian F.C.

Meio-campistas *
- William Barry
- Patrick Kavanagh
- William O'Grady

Atacantes *
- Desmond Cleary
- Peter McDonald:Clube - Bohemian F.C.
- Emmet McLoughlin:Clube - Bohemian F.C.
- Brendan O'Kelly:Clube - Shamrock Rovers
- Robert Smith:Clube - Bohemian F.C.
- * não se sabe as posições em qual jogavam os atletas Harry Boland,Robert Brown,Michael Collins,Patrick McGonagle,John Moris e os atletas mencionados apenas como W Brennan e M Farrell.

## Itália
Técnico:Vittorio Pozzo
Goleiros
- Giuseppe Casari:Clube - Atalanta B.C..Idade - 26 anos (10 de abril de 1922)

Zagueiros
- Guglielmo Giovannini:Clube - Bologna F.C. 1909.Idade - 22 anos (17 de dezembro de 1925)
- Adone Stellin:Clube - Genoa C.F.C..Idade - 27 anos (3 de março de 1921)

Meio-campistas
- Valerio Cassani:Clube - Modena F.C..Idade - 26 anos (20 de fevereiro de 1922)
- Tommaso Maestrelli:Clube - A.S. Bari.Idade - 25 anos (7 de outubro de 1922)
- Giacomo Mari:Clube - Atalanta B.C..Idade - 23 anos (17 de outubro de 1924)
- Maino Neri:Clube - Modena F.C..Idade - 24 anos (30 de junho de 1924)
- Cesare Presca:Clube - Triestina.Idade - 27 anos (24 de fevereiro de 1921)
- Angelo Turconi:Clube - Pro Patria.Idade - 25 anos (5 de julho de 1923)

Atacantes
- Emilio Caprile:Clube - A.C. Legnano.Idade - 19 anos (30 de setembro de 1928)
- Emidio Cavigioli:Clube - Pro Patria.Idade - 23 anos (3 de julho de 1925)
- Francesco Pernigo:Clube - Modena F.C..Idade - 30 anos (10 de junho de 1918)
- Renzo Burini:Clube - A.C. Milan.Idade - 20 anos (10 de outubro de 1927)

## Iugoslávia
Técnico(s):Milorad Arsenijević e Aleksandar Tirnanić
Goleiros
- Ljubomir Lovrić:Clube - Estrela Vermelha de Belgrado.Idade - 28 anos (28 de março de 1920)
- Franjo Šoštarić:Clube - Partizan Belgrado.Idade - 28 anos (1 de agosto de 1919)

Zagueiros
- Božo Broketa:Clube - Hajduk Split.Idade - 25 anos (24 de dezembro de 1922)
- Miroslav Brozović:Clube - Partizan Belgrado.Idade - 30 anos (26 de agosto de 1917)
- Zvonimir Cimermančić:Clube - Dinamo Zagreb.Idade - 30 anos (26 de agosto de 1917)
- Ivan Jazbinšek:Clube - Dinamo Zagreb.Idade - 33 anos (9 de agosto de 1914)
- Miodrag Jovanović:Clube - Partizan Belgrado.Idade - 26 anos (17 de janeiro de 1922)
- Josip Takač:Clube - Estrela Vermelha de Belgrado.Idade - 29 anos (1 de janeiro de 1919)

Meio-campistas
- Aleksandar Atanacković:Clube - Partizan Belgrado.Idade - 28 anos (9 de abril de 1920)
- Zlatko Čajkovski:Clube - Partizan Belgrado.Idade - 24 anos (24 de novembro de 1923)
- Prvoslav Mihajlović:Clube - Partizan Belgrado.Idade - 27 anos (13 de abril de 1921)
- Bela Palfi:Clube - Partizan Belgrado.Idade - 25 anos (16 de fevereiro de 1923)
- Branko Stanković:Clube - Estrela Vermelha de Belgrado.Idade - 26 anos (31 de outubro de 1921)

Atacantes
- Stjepan Bobek:Clube - Partizan Belgrado.Idade - 24 anos (3 de dezembro de 1923)
- Željko Čajkovski:Clube - Dinamo Zagreb.Idade - 23 anos (5 de maio de 1925)
- Ratko Kacijan:Clube - Dinamo Zagreb.Idade - 31 anos (18 de janeiro de 1917)
- Frane Matošić:Clube - Hajduk Split.Idade - 29 anos (25 de novembro de 1918)
- Rajko Mitić:Clube - Estrela Vermelha de Belgrado.Idade - 25 anos (19 de novembro de 1922)
- Aleksandar Petrović:Clube - Sloga Novi Sad.Idade - 33 anos (8 de setembro de 1914)
- Kosta Tomašević:Clube - Estrela Vermelha de Belgrado.Idade - 25 anos (25 de julho de 1923)
- Bernard Vukas:Clube - Hajduk Split.Idade - 21 anos (1 de maio de 1927)
- Franjo Wölfl:Clube - Dinamo Zagreb.Idade - 30 anos (18 de maio de 1918)

## Luxemburgo
Técnico:Jean-Pierre Hoscheid
Goleiros *
- Bernard Michaux:Clube - Stade Dudelange.Idade - 26 anos (7 de setembro de 1921)
- Paul Steffen:.Idade - 18 anos (17 de janeiro de 1930)

Zagueiros *
- Jean Feller:Clube - FC Rodange 91.Idade - 28 anos (16 de outubro de  1919)
- Nicolas Pauly:Clube - F91 Dudelange.Idade - 28 anos (19 de novembro de 1919)
- Camille Wagner:Clube - CS Fola Esch.Idade - 23 anos (13 de abril de 1921)

Meio-campistas *
- Victor Feller:Clube - Stade Dudelange.Idade - 25 anos (22 de fevereiro de 1923)
- Nicolas May.Idade - 20 anos (30 de setembro de 1927)
- Léon Schumacher:Clube - The National Schifflange.Idade - 30 anos (5 de julho de 1918)
- Raymond Wagner:Clube - Stade Dudelange.Idade - 26 anos (10 de novembro de 1921)

Atacantes *
- Jules Gales:Clube - Spora Luxembourg.Idade - 24 anos (13 de julho de 1924)
- Nicolas Kettel.Idade - 22 anos (17 de dezembro de 1925)
- Lucien Konter.Idade - 22 anos (12 de agosto de 1925)
- Jim Kremer:Clube - The National Schifflange.Idade - 30 anos (18 de janeiro de 1918)
- Marcel Paulus:Clube - CS Grevenmacher.Idade - 28 anos (20 de julho de 1920)
- Fernand Schammel:Clube - Union Luxembourg.Idade - 25 anos (30 de março de 1923)
- * não se sabe a posição em que jogava o atleta Nicolas Birtz

## México
Técnico:Abel Herrera
Goleiros
- Antonio Carbajal:Clube - Real Club España.Idade - 19 anos (7 de junho de 1929)
- Francisco Quintero Nava:Clube - Chivas Guadalajara.Idade - 24 ou 25 anos (1923)

Zagueiros
- Raúl Cárdenas:Clube - Real Club España.Idade - 19 anos (30 de outubro de 1928)
- Jorge Rodriguez
- José Luis Rodriguez
- Carlos Thompson

Meio-campistas
- Alberto Cordoba
- Fernando Figueroa
- Julio Parrales.Idade - 24 anos (1923 ou 1924)
- Julio Trujillo

Atacantes
- José Maria Cobian
- Eduardo Garduño
- José Mercado
- José Ruiz
- Ruben Ruiz
- Mario Sanchez
- Fidel Villalobos

## Países Baixos
Técnico: Jesse Carver
Goleiros
- Piet Kraak:Clube - Stormvogels Telstar.Idade - 19 anos (20 de agosto de 1928)
- Wim Landman:Clube - Sparta Rotterdam.Idade - 27 anos (13 de abril de 1921)

Zagueiros
- Jeu van Bun:Clube - MVV.Idade - 29 anos (10 de dezembro de 1918)
- Jan Everse sr.Idade - 26 anos (8 de maio de 1922)
- Henk Schijvenaar:Clube - HFC EDO.Idade - 30 anos (31 de maio de 1918)

Meio-campistas
- Bram Appel:Clube - VV Sittard.Idade - 26 anos (30 de outubro de 1921)
- Guus Dräger:Clube - AFC Ajax.Idade - 30 anos (14 de dezembro de 1917)
- Kees Krijgh:Clube - BVV.Idade - 26 anos (28 de agosto de 1921)
- Kees Rijvers:Clube - NAC Breda.Idade - 22 anos (27 de maio de 1926)
- Joop Stoffelen:Clube - AFC Ajax.Idade - 27 anos (23 de janeiro de 1921)
- Rinus Terlouw:Clube - DCV.Idade - 26 anos (16 de junho de 1922)

Atacantes
- Louis Biesbrouck:Clube - RCH.Idade - 27 anos (20 de fevereiro de 1921)
- Mick Clavan:Clube - ADO Den Haag.Idade - 19 anos (11 de março de 1929)
- Abe Lenstra:Clube - SC Heerenveen.Idade - 27 anos (27 de novembro de 1920)
- André Roosenburg:Clube - Neptunia.Idade - 24 anos (18 de agosto de 1923)
- Rinus Schaap:Clube - 't Gooi.Idade - 26 anos (22 de fevereiro de 1922)
- Cock van de Tuyn:Clube - Hermes DVS.Idade - 24 anos (24 de julho de 1924)
- Arie de Vroet:Clube - Feyenoord.Idade - 29 anos (9 de novembro de 1918)
- Faas Wilkes:Clube - Xerxes DZB.Idade - 24 anos (13 de outubro de 1923)

## Suécia
Técnico: George Raynor
Goleiros *
- Torsten Lindberg:Clube - IFK Norrköping.Idade - 31 anos (14 de abril de 1917)
- Kalle Svensson:Clube - Helsingborgs IF.Idade - 22 anos (11 de novembro de 1925)

Zagueiros *
- Rune Emanuelsson:Clube - IFK Göteborg.Idade - 23 ou 24 anos (1924)
- Erik Nilsson:Clube - Malmö FF.Idade - 31 anos (6 de agosto de 1916)
- Birger Rosengren:Clube - IFK Norrköping.Idade - 30 anos (29 de outubro de 1917)

Meio-campistas *
- Sune Andersson:Clube - AIK Fotboll.Idade - 27 anos (22 de fevereiro de 1921)
- Börje Leander:Clube - AIK Fotboll.Idade - 30 anos (7 de março de 1918)
- Bertil Nordahl:Clube - Degerfors IF.Idade - 31 anos (26 de julho de 1917)
- Knut Nordahl:Clube - IFK Norrköping.Idade - 28 anos (13 de janeiro de 1920)
- Kjell Rosén:Clube - Malmö FF.Idade - 27 anos (24 de abril de 1921)

Atacantes *
- Henry Carlsson:Clube - AIK Fotboll.Idade - 30 anos (29 de outubro de 1917)
- Gunnar Gren:Clube - IFK Göteborg.Idade - 27 anos (31 de outubro de 1920)
- Egon Jönsson:Clube - Malmö FF.Idade - 26 anos (8 de outubro de 1921)
- Nils Liedholm:Clube - IFK Norrköping.Idade - 25 anos (8 de outubro de 1922)
- Stellan Nilsson:Clube - Malmö FF.Idade - 26 anos (22 de maio de 1922)
- Gunnar Nordahl:Clube - IFK Norrköping.Idade - 26 anos (19 de outubro de 1921)
- as posiçãoes em qual jogavam os atletas Per Bengtsson e Styg Nystrom são desconhecidas

## Turquia
Técnico:Ulvi Yenal
Goleiros
- Cihat Arman:Clube - Fenerbahçe S.K..Idade - 28 ou 29 anos (1919)

Zagueiros
- Eralti Alpaslam.Idade - 18 ou 19 anos (1929)
- Murat Alyüz:Clube - Fenerbahçe S.K..Idade - 23 ou 24 anos (1924)
- Reha Eken.Idade - 19 ou 20 anos (1928)
- Vedii Tosuncuk:Clube - Beşiktaş J.K.

Meio-campistas
- Eken Bülent:Clube - Galatasaray S.K..Idade - 19 anos (2 de dezembro de 1928)
- Halit Deringör:Clibe - Fenerbahçe S.K..Idade - 25 ou 26 anos (1922)
- Ahmet Erol.Idade - 19 ou 20 anos (1928)
- Naci Özkaya:Clube - Galatasaray S.K.
- Hüseyin Saygun:Clube - Vefa S.K.
- Selahattin Torkal:Clube - Fenerbahçe S.K.
- Samim Var:Clube - Fenerbahçe SK

Atacantes
- Keskin Erol:Clube - Fenerbahçe S.K..Idade - 21 anos (2 de março de 1927)
- Şükrü Gülesin:Clube - Beşiktaş J.K..Idade - 25 anos (14 de setembro de 1922)
- Galip Haktanır
- Gündüz Kılıç:Clube - Galatasaray S.K..Idade - 16 ou 17 anos (1931)
- Fikret Kırcan:Clube - Fenerbahçe S.K..Idade - 27 ou 28 anos  (1920)
- Lefter Küçükandonyadis:Clube - Fenerbahçe S.K..Idade - 23 anos (29 de janeiro de 1925)
- Muzaffer Tokaç.Idade - 25 ou 26 anos (1922)
- Yavuz Üreten:Clube - Besiktas JK